# Xerosicyos pubescens
Xerosicyos pubescens är en gurkväxtart som beskrevs av Keraudr. Xerosicyos pubescens ingår i släktet Xerosicyos och familjen gurkväxter. Inga underarter finns listade i Catalogue of Life.